# 2009年金馬國際影展
2009年金馬國際影展是在2009年11月5日至11月26日，於臺灣的台北舉辦。

## 簡介
焦點影人： 約翰·卡薩維茲

## 外部連結
- 金馬國際影展（页面存档备份，存于）